# Beta Cignidi
Le Beta Cignidi o Cignidi di ottobre sono uno sciame meteorico con sigla internazionale OCG: è uno sciame poco conosciuto in quanto caratterizzato da una bassa attività annua e il suo studio è iniziato solo negli ultimi anni in seguito alla scoperta del corpo progenitore.

## Corpo progenitore
Le Beta Cignidi derivano dalla cometa periodica 103P/Hartley. La cometa è stata scoperta il 15 marzo 1986, ha un nucleo di 1,6 km di diametro è ha attualmente una MOID con l'orbita della Terra di 0.0668221 UA, pari a poco meno di 10 milioni di km, secondo altri il diametro del nucleo è di poco meno di 0,6 km.

## Caratteristiche
Il periodo durante il quale possono essere viste meteore di questo sciame è compreso tra il 4 ottobre e il 7 novembre, la sua massima attività capita attorno al 19 ottobre. Secondo Donald K. Yeomans il radiante dello sciame è situato nelle vicinanze delle coordinate celesti 19 H 43 M, + 31º, secondo i calcoli di Ichiro Hasegawa, del 1985, il radiante si troverebbe invece alle coordinate celesti 19 H 20 M, + 7º: la velocità geocentrica delle Beta Cignidi è di circa 17 km/s.

## Attività futura
È stata fatta la previsione che lo sciame possa dare origine ad una intensa pioggia meteorica dell'ordine di 1.000-1.300 ZHR il 2 novembre 2055.